# Siculeni
Siculeni  [ˈsikulenʲ] (veraltet Madefalău und Ciceău; ungarisch Madéfalva) ist eine Gemeinde im Kreis Harghita in der Region Siebenbürgen in Rumänien.

## Geographische Lage

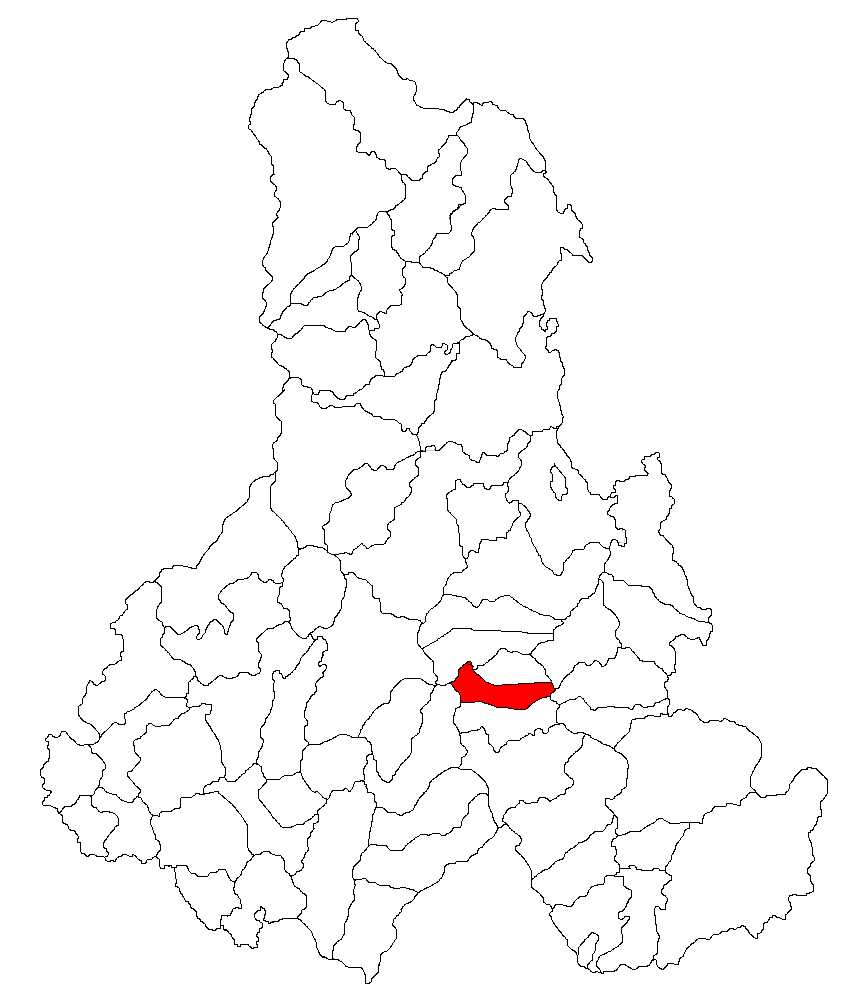
Lage der Gemeinde Siculeni im Kreis Harghita

Die Gemeinde Siculeni liegt östlich des Siebenbürgischen Beckens zwischen dem Harghita- und dem Ciuc-Gebirge – Teilgebirge der Ostkarpaten – in der historischen Region Szeklerland im Osten des Kreises Harghita. Der Ort Siculeni liegt am Bach Racu in den Oberlauf des Olt, an der Nationalstraße (Drum național) DN12 zehn Kilometer nördlich von der Kreishauptstadt Miercurea Ciuc (Szeklerburg). Der Ort ist ein Eisenbahnknoten der Bahnstrecke Sfântu Gheorghe–Siculeni–Adjud mit der in Richtung Gheorgheni. Das langgestreckte Straßendorf ist mit Ciceu fast vereint.

## Geschichte
Der mehrheitlich von Szeklern bewohnte Ort Siculeni wurde im Jahr 1500 erstmals urkundlich erwähnt.
Das Institutul Național al Patrimoniului identifizierte eine etwa 780 m × 150/300 m große Fläche nördlich von Siculeni am rechten Ufer des Racu (Rákos) als Siedlung aus der Latènezeit. Archäologische Funde auf dem Gebiet werden der Bronzezeit zugeordnet.
Am 7. Januar 1764 fand auf dem Areal des Ortes das von österreichischen Truppen an Széklern begangene Massaker Siculicidium statt.
Zur Zeit des Königreichs Ungarn gehörte Siculeni dem Stuhlbezirk Felcsík in der Gespanschaft Tschick (rumänisch Comitatul Ciuc), anschließend dem historischen Kreis Ciuc und seit 1950 dem heutigen Kreis Harghita an.
Die Gemeinde Siculeni entstand 2004 durch die Abspaltung der heutigen Gemeinden Ciceu (ungarisch Csíkcsicsó), Racu (Csíkrákos) und dem Dorf Satu Nou (deutsch Görtsch) von der heutigen Gemeinde Ocland (Oklánd).

## Bevölkerung
Die Bevölkerung in Siculeni entwickelte sich wie folgt:
| Volkszählung | Volkszählung | Ethnische Zusammensetzung | Ethnische Zusammensetzung | Ethnische Zusammensetzung | Ethnische Zusammensetzung |
| Jahr         | Bevölkerung  | Rumänen                   | Magyaren                  | Deutsche                  | andere                    |
| ------------ | ------------ | ------------------------- | ------------------------- | ------------------------- | ------------------------- |
| 1850         | 1282         | 39                        | 1238                      | -                         | 5                         |
| 1920         | 1947         | 43                        | 1893                      | -                         | 11                        |
| 1966         | 2738         | 255                       | 2475                      | 7                         | 1                         |
| 2002         | 2761         | 180                       | 2574                      | -                         | 7                         |
| 2011         | 2726         | 135                       | 2568                      | 2                         | 21                        |
| 2021         | 2511         | 96                        | 2277                      | -                         | 138                       |

Seit 1850 wurde in Siculeni die höchste Einwohnerzahl (2936), sowie die der Magyaren (2714) 1977 ermittelt. Die höchste Anzahl der Rumänen und der Rumäniendeutschen wurden 1966 und die der Roma (29) 2021 registriert.

## Sehenswürdigkeiten
- Im Gedenken an das Massaker Siculicidium vom 7. Januar 1764 wurde 1899 ein heute unter Denkmalschutz stehender Obelisk errichtet.[8]
- Mehrere Holztore stehen unter Denkmalschutz, darunter auch das des im 19. Jahrhundert errichteten Anwesens mit der Hausnummer 45.[8]
- Die 1885 errichtete Dorfschule Zöld Péter steht unter Denkmalschutz.[8]

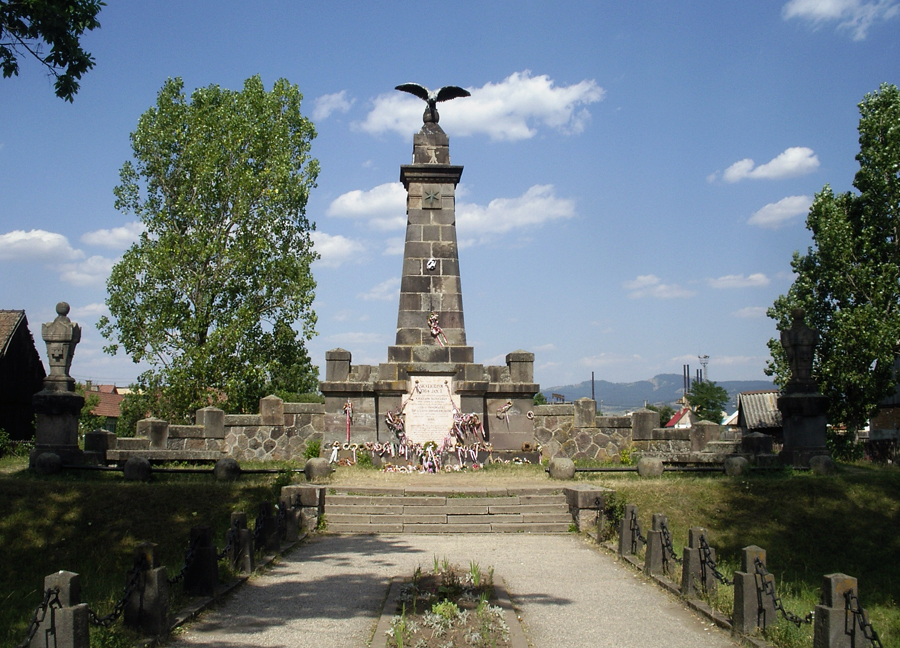
Der Obelisk in Siculeni
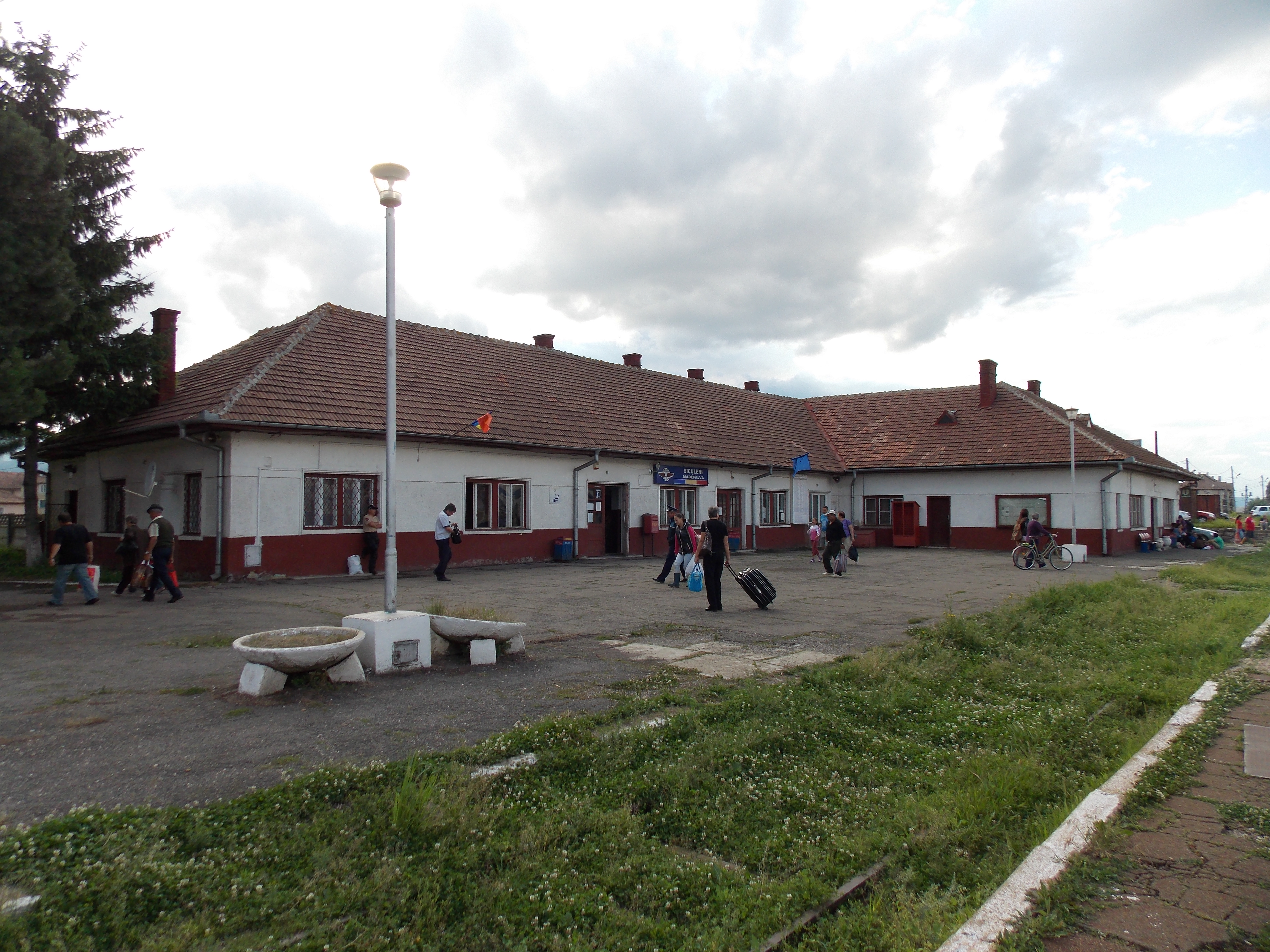
Bahnhof in Siculeni
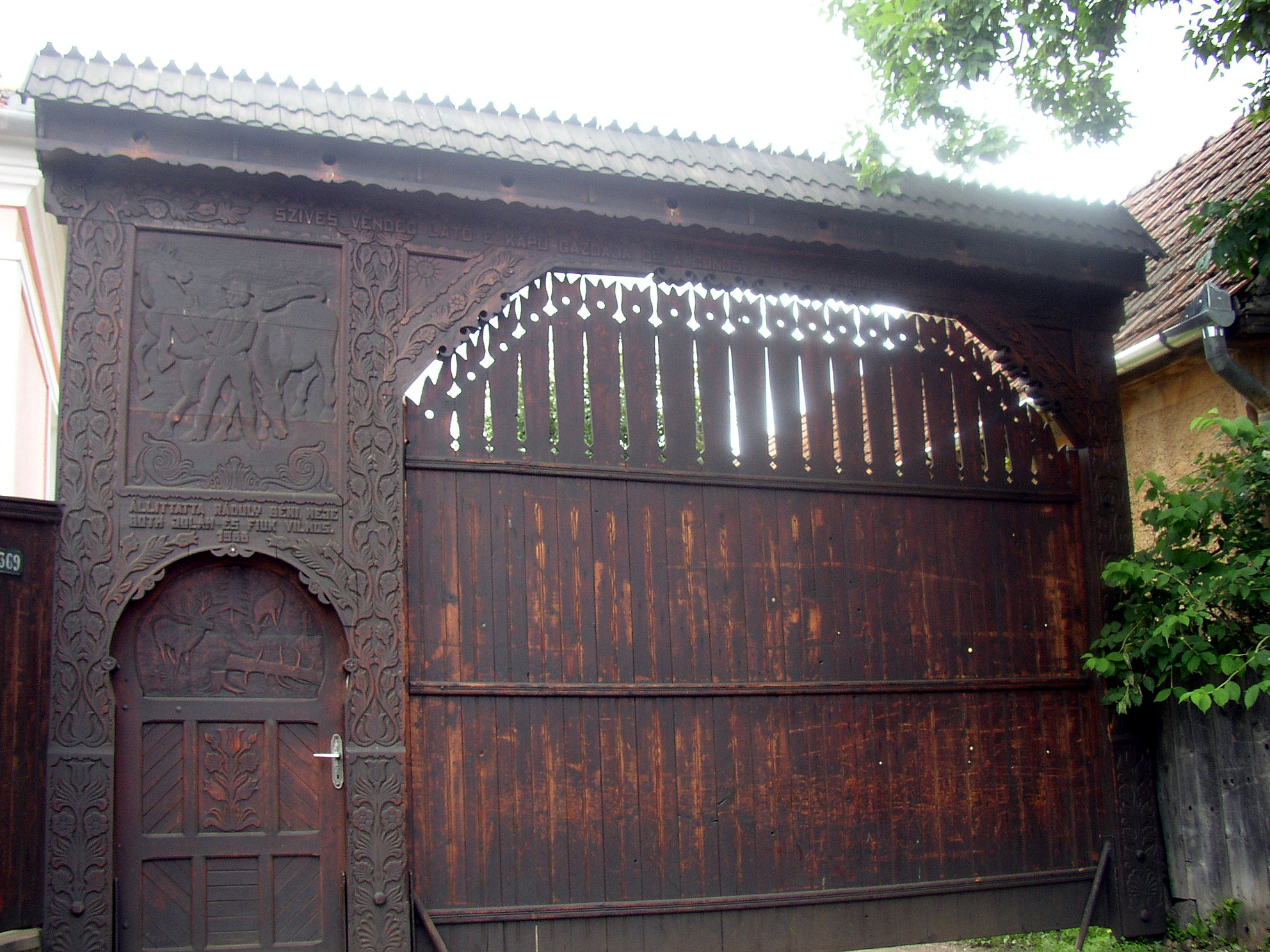
Holztor in Siculeni

## Persönlichkeiten
- Péter Zöld (1727–1795), war Historiker, Pfarrer und einer der stärksten Gegner der österreichischen Truppen bei der Aufstellung des Szekler-Grenzschutzes.[9]
- Oberstleutnant András Tamás (1784–1849) wurde nach der Niederlage der Ungarischen Revolution von 1848/1849 hingerichtet.